# محمد طاهر البروسوي

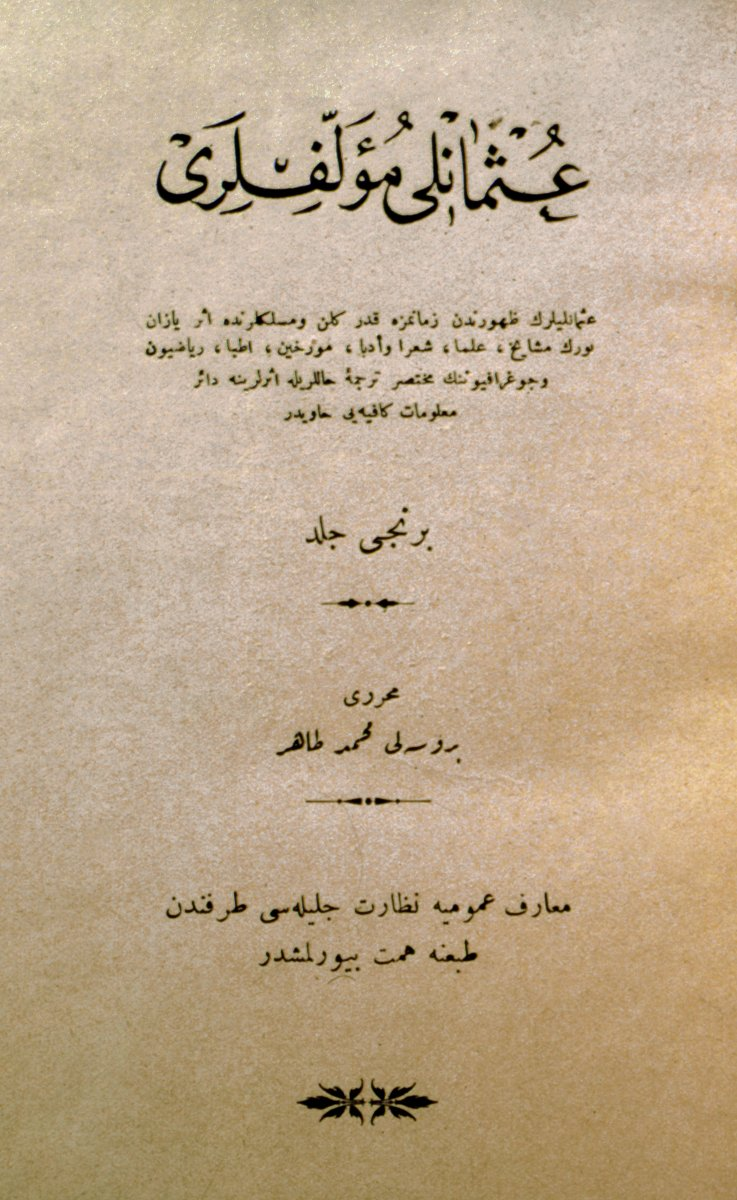
غلاف المجلد الأول من «عثمانلي مؤلفلري» (إستانبول - ١٣٣٣ هـ).

محمد طاهر البروسوي (١٨٦١ - ١٩٢٥ م) هو كتاب تركي.
أشهر آثاره كتاب «عثمانلي مؤلفلري» أو «المؤلفون العثمانيون»، وهو مسرد لتراجم المؤلفين في العصر العثماني.

## آثاره
أهم وأشهر آثاره كتاب «عثمانلي مؤلفلري» ويحتوي ترجمات للعديد من أصحاب المؤلفات في الدولة العثمانية، ونشر في ثلاث مجلدات في إستانبول ١٩١٥ - ١٩٢٤ م. وقد نقلت الأكاديمية التركية للعلوم الكتاب إلى العربية في ٢٠٢٣ م.
وله أيضا «أعلام القرم في العهد العثماني»، ترجمة أحمد عبد الله نجم (مركز التاريخ العربي للنشر - ٢٠٢٠ م).